# Château de la Barollière
Le château de la Barollière est un ancien château fort qui se dresse sur les flancs du Mont Verdun, dans la commune de Limonest (Métropole de Lyon ; Région Auvergne-Rhône-Alpes). Le plus ancien document conservé à la Barollière (vente du château) remonte à 1374 (La bataille de Crécy a lieu en 1346 et la Grande Peste commence en 1347).
Remanié profondément au XVIIIe siècle sous l'impulsion de Jean II Maritz, le château gagne en confort avec l'ajout ou la modification de nombreuses fenêtres et la création de salons décorés.
Le château fait l’objet d’une inscription au titre des monuments historiques par arrêté du 7 juin 1926.

## Situation
Le château de la Barollière est situé sur les flancs du Mont Verdun, dans la commune de Limonest (Métropole de Lyon ; Région Auvergne-Rhône-Alpes).6. Bâti sur une large terrasse, il domine Limonest, Dardilly, et de nombreux autres villages. La vue porte jusqu'aux Monts du Lyonnais.

## Histoire
On ignore la date de construction du château. En revanche, les archives conservées sur place indiquent qu'il est vendu en 1374 par Françoise de Meiresieu, veuve de Mathieu de Mure, à Jean de Villiers. (Archives de la Barollière).
Le 15 juillet 1588, Jeanne de Villiers, veuve de noble Antoine Faure, vend la Barollière à honorable homme Vincent Richard, bourgeois de Lyon, pour 2 000 escus d'or. Vincent Richard était le fils de Cosme Richard, marchand bourgeois de Lyon, seigneur de la Rousselière. Il devient échevin de Lyon le 8 juin 1603. Ses armes, d'azur au chevron d'or accompagné de 3 croissants d'argent, figurent encore sur le manteau de la cheminée de la cuisine.
Le 3 avril 1665, Claude Richard vend la Barollière à noble homme Pierre Lanchenu, conseiller du Roi, trésorier provincial en l'extraordinaire des guerres, pour 48 000 livres, grâce à la dot de sa femme, Jeanne Michon.
Le 8 novembre 1750, Messire Charles-Alphone Pilotte de la Barollière vend la Barollière à Jean II Maritz, commissaire des fontes d'artillerie pour 65 000 livres. Il est le fils de Jean Maritz qui inventa le forage des canons. Jean II Maritz fait réaliser des transformations importantes. Il fait moderniser les fenêtres, il crée des salons lambrissés ouverts sur la grande terrasse qui donne une vue imprenable sur les Monts du Lyonnais.
Le 18 octobre 1793, dame Judith Déonna, veuve de Jean Maritz, vend la Barollière à des marchands de biens. Le siège de Lyon (9 août 1793 - 9 octobre 1793) vient de se terminer. Le conventionnel Chateauneuf-Randon s'est installé à la Barollière pour participer à la supervision du siège. La veuve de Jean II Maritz préfère finir ses jours en Suisse, d'où sont originaires les Maritz.
Le 2 février 1810, Romain Baboin achète la Barollière pour 90 000 francs.Lors du siège de Lyon, Romain Baboin fait partie des assiégés. Il réussit à s'enfuir en Suisse avec son frère Benjamin d'où il rejoint l'Autriche. Il y poursuit son activité de banquier avec succès. Le 15 décembre 1809, Napoléon répudie Josephine pour épouser Marie-Louise d'Auriche (contrat de mariage signé le 9 mars 1810). C'est l'occasion pour Romain Baboin et son frère Benjamin de revenir en France. La famille Baboin est une ancienne famille de la région lyonnaise, qui posséda de très importantes fabriques de soie entre les XVIIe et XXe siècles. Ils possédèrent également des affaires dans le milieu de la banque, d'abord à titre accessoire sous l'ancien régime, mais surtout lors de l'émigration des deux frères, Romain et Benjamin en Autriche.
Dès la première Restauration, Romain Baboin fut anobli par lettres patentes du 20 juin 1814 par Louis XVIII et porta le titre de Baron de la Barollière. Le souverain s'était ainsi souvenu des grands services rendus durant l'émigration par le banquier Romain Baboin. Il fut également décoré du Lys d'Argent, et fait Receveur Général des Finances. Son fils Romain-Joseph n'ayant pas d'enfants, le château se transmettra à sa fille ainée Sophie qui épouse le 27 novembre 1810 Sébastien Gaillard. Leur seul fils, Sébastien, étant jésuite (provincial de Lyon), leur fille Marie qui épouse le 5 janvier 1876 Eugène Neyrand, maître de forges, lui apporte la Barollière. La Barollière est aujourd'hui encore habitée par leurs descendants.

Son emplacement remarquable lui a valu d'héberger le conventionnel Châteauneuf-Randon lors du Siège de Lyon. Lors de la Campagne de France, en mars 1814, le maréchal Pierre Augereau couche à la Barollière à l'occasion de la bataille de Limonest ; enfin en décembre 1831, lors de la première révolte des canuts le duc Ferdinand-Philippe d'Orléans et le maréchal Jean-de-Dieu Soult s'y installent temporairement mais n'y restent pas.

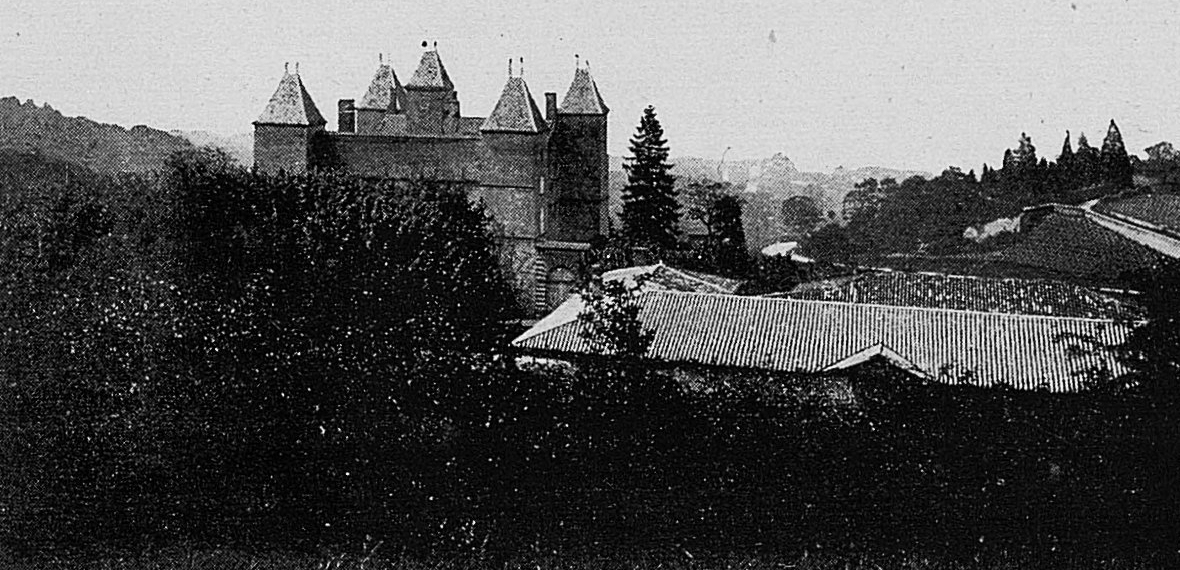
Château de la Barollière au début du XXe siècle.

Le château de la Barollière repose sur une haute terrasse qui participait à son système défensif et la vue porte jusqu'aux monts du Lyonnais. Il est constitué d'un logis rectangulaire cantonné de quatre tours carrées coiffées de toitures en pavillon et d'une cinquième tour, l'ancienne tour de guet, située dans un angle de la cour intérieure.
Des travaux sont effectués au XVIIe siècle : arcades de la cour intérieure, habillage du puits situé au centre de la cour, portail d'entrée à bossages décoré de mufles de lions.
Les fenêtres, les balcons et les garde-corps en fer forgé marqués « JM », du nom de Jean II Maritz datent des alentours de 1760. Les salons d'apparat, ornés de décors variés, peintures en trompe-l'œil, gypseries, boiseries, remontent à la même époque comme en témoignent les plaques de cheminée qui portent les armes de Jean II Maritz et la date de 1769.

## Restauration
Un grand chantier de restauration, bénéficiant de l'aide de la DRAC et de la Région Auvergne-Rhône-Alpes, est en cours depuis 2016 et comporte entre autres la restauration des salons de Jean II Maritz.